# Cumanacoa (Venezuela)
Pour les articles homonymes, voir Cumanacoa.
Cumanacoa est le chef-lieu de la municipalité de Montes dans l'État de Sucre au Venezuela.